# Савдя
Савдя — хутор в Заветинском районе Ростовской области. Административный центр Савдянского сельского поселения.
Основан в конце XIX века
Население — 1018 (2010)

## История
Хутор Савдя (первоначально называлось Сявдя или Сухая Сявдя) основан в конце XIX века русскими переселенцами на арендованных землях станицы Граббевской Сальского округа Области Войска Донского. Согласно данным первой Всероссийской переписи населения в 1897 году в хуторе Сухом-Савдинском юрта станицы Граббевской проживало 51 душа мужского и 49 душ женского пола, большинство населения было неграмотным. Согласно Алфавитному списку населённых мест Области войска Донского во временном поселении Савдинском проживало 85 мужчин и 66 женщин.
С 1926 года хутор — в составе Заветинского района. Согласно Всесоюзной переписи населения 1926 года население хутора Савдинского составило 193 человека, в том числе 152 малоросса и 41 великоросс. В хуторе разместилась центральная усадьба овцесовхоза № 19 «Золотое Руно». На картах 1950 и 1964 года хутор обозначен под названием «Заветинский».

## География
Хутор расположен на юго-западе Заветинского района в пределах Ергенинской возвышенности, являющейся частью Восточно-Европейской равнины, в балке Сухая Савдя (бассейн реки Сал), на высоте 104 м над уровнем моря. Рельеф местности — холмисто-равнинный. В балке Сухая Савдя имеется пруд
По автомобильной дороге расстояние до Ростова-на-Дону составляет 370 км, до ближайшего города Элиста Республики Калмыкия — 120 км, до районного центра села Заветное — 62 км.

### Климат
Климат умеренный континентальный (согласно классификации климатов Кёппена-Гейгера — Dfa). Среднегодовая температура воздуха положительная и составляет + 9,2 °C, средняя температура самого холодного месяца января — 5,2 °C, самого жаркого месяца июля + 24,2 °C. Расчётная многолетняя норма осадков — 362 мм. Наименьшее количество осадков выпадает в марте (22 мм), наибольшее в июне (45 мм).
Часовой пояс
Савдя, как и вся Ростовская область, находится в часовой зоне МСК (московское время). Смещение применяемого времени относительно UTC составляет +3:00.

## Население
Динамика численности населения
| 1897 | 1915 | 1926 | 2002 |
| ---- | ---- | ---- | ---- |
| 100  | 151  | 256  | 1149 |

| 2010 |
| ---- |
| 1018 |

## Улицы
| - ул. Буденовская - ул. Заречная - ул. Зелёная - ул. Магистральная - ул. Молодёжная - ул. Советская - ул. Степная - ул. Центральная | - пер. Майский - пер. Строительный - пер. Школьный |